# Adeje
Adeje – miasto w Hiszpanii (Wyspy Kanaryjskie, wyspa Teneryfa). Według danych szacunkowych na rok 2008 liczy 44 093 mieszkańców. Kanaryjska gmina, przynależąca do prowincji Santa Cruz de Tenerife. Znajduje się na południowym zachodzie wyspy Teneryfy i jest czwartą gminą na wyspie pod względem liczby ludności.
Podstawową działalnością gospodarczą jest tutaj turystyka, przede wszystkim w strefie wybrzeża Adeje (Costa Adeje), gdzie w ostatnich dekadach nastąpił szybki rozwój, a to dzięki innemu dobrze rozwiniętemu sektorowi - budownictwu. Jest jedną ze stref odwiedzanych przez turystów ze względu na jej plaże i klimat.
Liczba ludności na stałe zamieszkującej Adeje to 45.134 mieszkańców, stan na styczeń 2011 roku, jednak w związku z turystycznym charakterem gminy, liczba ta zwiększa się w miesiącach maksymalnego obłożenia sektora hotelarskiego.

## Historia

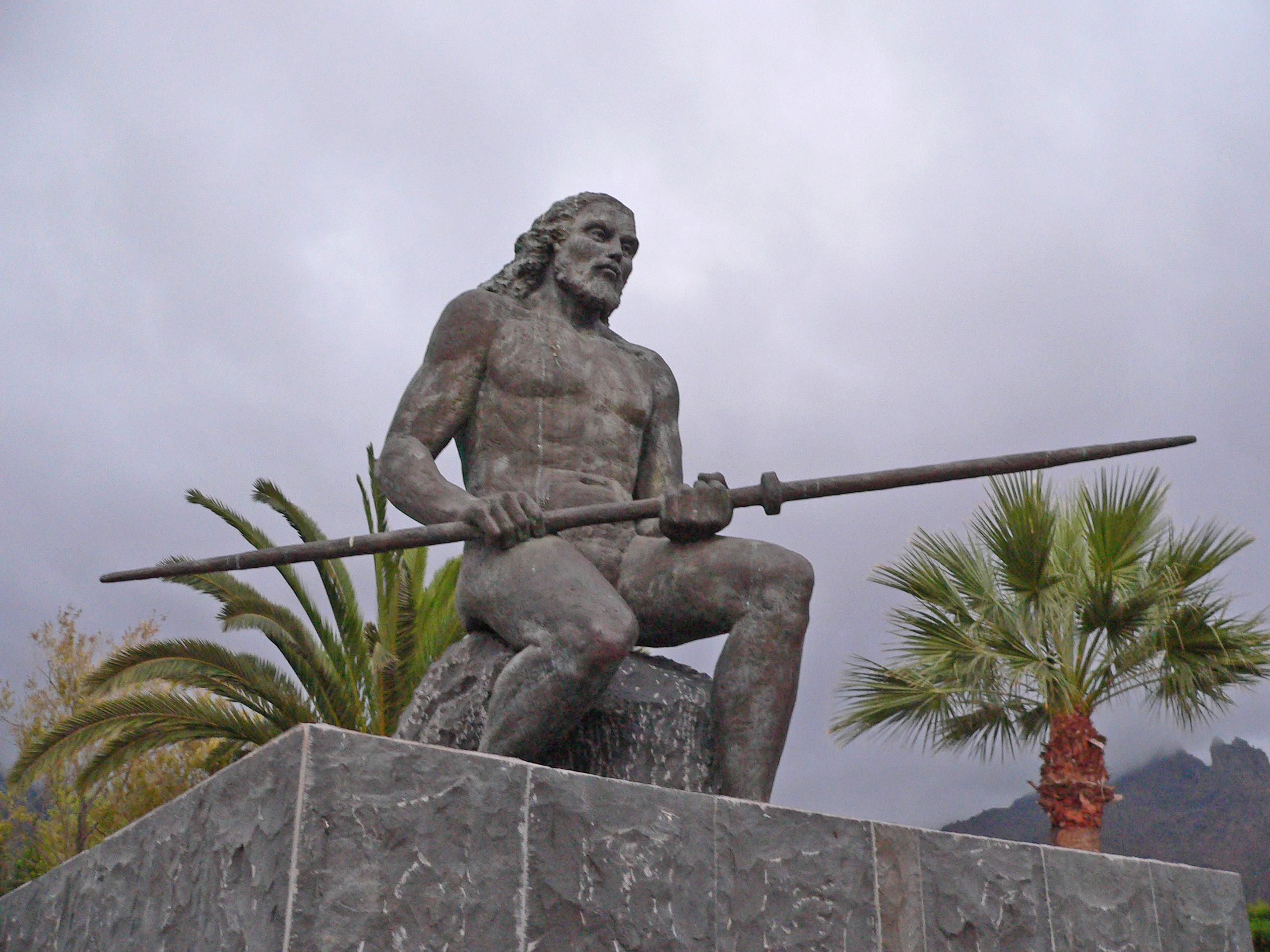
Pominik El Gran Tinerfe

Miejscowość z początku nazywana była Adexe w języku Guanczów (oznacza wodopój).
Sto lat przed konkwistą, w tym miejscu znajdowało się Królestwo Adeje, dwór króla Guanczów Sunty i jego syna Tinerfy Wielkiego, skąd rządzili zjednoczoną wyspą, aż do momentu, gdy synowie Tinerfy rozdzielili wyspę na dziewięć odrębnych królestw. Adeje było miejscem pochodzenia i głównym siedliskiem kultury Guanczów w tej epoce, jako że to tam znajdowała się siedziba aborygeńskich królów, zwanych Menceyes.

## Geografia

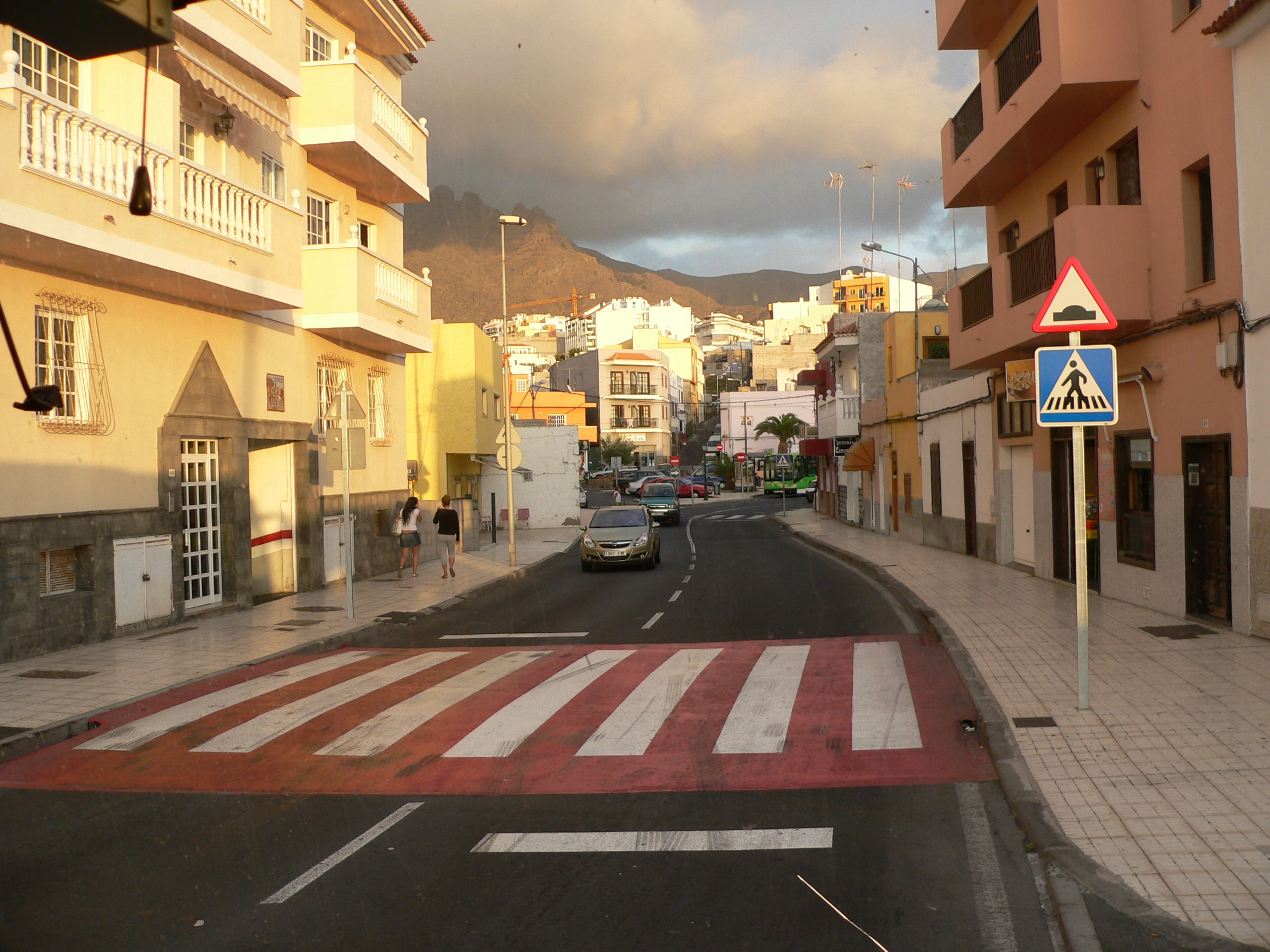
Jedna z ulic w Adeje

Tutejszą rzeźbę terenu stanowi dość jednolita skarpa poprzecinana nielicznymi wąwozami, która kończy się blisko brzegu na stromym zboczu i klifach, pod którym rozprzestrzenia się sięgająca brzegu równina. Pomiędzy formami ukształtowania terenu wyróżnia się urwista strefa zlokalizowana w okolicach Kaldery Króla (Caldera del Rey) oraz Piekielnego Wąwozu (Barranco del Infierno), która mieści w sobie niewielki, stały ciek wodny.
Strefa miejska doświadczyła zdecydowanego rozrostu od czasu lat dziewięćdziesiątych. Pozostałe skupiska ludności to Ifonche, Taucho, Armeñime, Tijoco, La Hoya Grande, Fañabé, Iboybo oraz duże osiedla turystyczne, takie jak Playa de las Américas, Playa Paraíso i Callao Salvaje (ostatnie dwa należące do kompleksu Costa Adeje).

## Atrakcje turystyczne
Pośród najatrakcyjniejszych miejsc znajdują się: 
- centrum turystyczne gminy nazywane Costa Adeje, które ze względu na swoje położenie blisko Los Cristianos oraz Playa de las Américas, w ostatnich latach zanotowało zdecydowany rozwój.

- Piekielny Wąwóz (Barranco del Infierno) jest jednym z najbardziej znanych na wyspie i odwiedzany przez turystów wąwozów przez cały rok; to tam znajduje się Roque del Conde (najwyższy szczyt Adeje).

- miejscowości rybackie: el Puertito de Adeje i La Caleta, które były podobnie jak El Balito, głównymi miejscami wymiany towarów ze światem zewnętrznym drogą morską, aż do momentu ulepszenia połączeń drogowych na wyspie w latach 60. Przez nie wypływały zbiory bananów i pomidorów produkowane przez Finca Fyffes, której właściciele oraz kapitał są pochodzenia brytyjskiego. Pomiędzy Puertito de Adeje i La Caleta znajdują się klify Adeje i plaża Diego Hernandeza, które są chronioną strefą przyrodniczą o charakterze wulkanicznym.

- Kościół św. Urszuli i klasztor wraz z licznymi dziełami tak zwanej Sztuki Sakralnej, a wśród nich wykonana przez szkołę gwatemalską podobizna Matki Bożej z Guadalupe (rzeźbiona kopia tej z Meksyku), która jest przechowywana w kościele parafialnym w Adeje i została wykonana w XVIII wieku. To wspaniała figura o wysokości 145 centymetrów, wykonana w polichromowanym drewnie, czczona w parafii Świętej Urszuli; inną ważną podobizną jest Matka Boża z Candelarii w Adeje, która również znajduje się w kościele Świętej Urszuli.

- Casa Fuerte. Aktualnie część domu znajduje się w ruinie. Widnieje on na herbie miasta i jest częścią historii gminy oraz wyspy. Związany jest z obecnością rodziny Ponte. Został skonstruowany w wieku XVI i był odwiedzany przez korsarza Johna Hawkinsa, który utrzymywał stosunki handlowe z rodziną właścicieli domu i z włościami markiza. Jest zabytkiem historycznym i artystycznym.

- Parafia Ofiarowania Pańskiego w La Caleta jest główną siedzibą Prawosławnego Kościoła Rosyjskiego na Archipelagu Kanaryjskim, przynależy do Prawosławnej Diecezji w Corsún i wyróżnia się przez swoją nadzwyczajną architekturę w stylu nowoczesnym. Również w Adeje znajduje się Kościół Zwiastowania Matce Boskiej, który jest główną świątynią Rumuńskiego Kościoła Prawosławnego na Teneryfie.

## Współpraca
- Bischofshofen, Austria
- Caracas, Wenezuela
- Cremona, Włochy
- Paterna, Hiszpania
- Ribeira, Hiszpania
- Tías, Hiszpania
- Unterhaching, Niemcy